# Canton d'Aubin
Pour les articles homonymes, voir Aubin.
Le canton d'Aubin est une ancienne division administrative française située dans le département de l'Aveyron et la région Midi-Pyrénées.
Avec le redécoupage cantonal de 2014, la commune d'Aubin est devenue le bureau centralisateur du nouveau canton d'Enne et Alzou.

## Géographie
Ce canton était organisé autour d'Aubin dans l'arrondissement de Villefranche-de-Rouergue. Son altitude variait de 178 m (Viviez) à 620 m (Firmi) pour une altitude moyenne de 317 m.

## Représentation

### Conseillers généraux de 1833 à 2015
| Période | Période           | Identité                                         | Étiquette      | Qualité |
| ------- | ----------------- | ------------------------------------------------ | -------------- | --- |
| 1833    | 1845              | François Louis Brassat de Saint-Parthem (1779-?) |                | Maire d'Aubin |
| 1845    | 1848              | Auguste Richard (1807-?)                         |                | Maire de Cransac |
| 1848    | 1852              | François Gracchus Cabrol                         |                | Directeur des forges de Decazeville, député |
| 1852    | 1861              | Auguste Richard                                  |                | Maire de Cransac |
| 1861    | 1871              | Auguste Maruéjouls                               |                | Notaire, maire d'Aubin (1848-1870, 1871-1872), conseiller d'arrondissement |
| 1871    | 1875 (décès)      | Alfred Deseilligny                               | Centre         | Administrateur des mines de Decazeville Député (1869-1870, 1871-1875) Ministre de l'Agriculture et du Commerce Ancien conseiller général du Canton de Mesvres (Saône-et-Loire) |
| 1875    | 1875 (annulation) | Jules Cayrade                                    | Républicain    | Médecin à Decazeville |
| 1875    | 1880              | Antoine Panassié                                 | Droite         | Notaire, avocat, maire de Decazeville (1863-1871) |
| 1880    | 1881,             | Jules Cayrade                                    | Républicain    | Médecin Maire de Decazeville (1878-1886) Député (1881-1885) |
| 1881    | 1904              | Joseph Philippe Blaise Garabuau                  | Républicain    | Médecin, maire de Clairvaux-d'Aveyron puis adjoint au Maire d'Aubin |
| 1904    | 1924 (décès)      | Jules Cabrol                                     | Républicain    | Maire d'Aubin (1904-1924) Député (1908-1919) |
| 1925    | 1940              | Eugène Gervais (1873-1966)                       | SFIO puis PSdF | Instituteur à Viviez |
|         |                   |                                                  |                | |
| 1943    | 1945              | Lucien Fraysse                                   |                | Conseiller municipal de Cransac Nommé conseiller départemental en 1943 |
|         |                   |                                                  |                | |
| 1945    | 1958              | Edmond Ginestet                                  | PCF            | Fraiseur sur métaux Maire d'Aubin (1935-1940) Député (1948-1951) |
| 1958    | 1970              | Paul Oustry                                      | SFIO           | Ouvrier mineur, secrétaire de l'Union départementale CGT, maire de Cransac (1953-1971)                                                                                         |
| 1970    | 1994              | Lucien Mazars                                    | PS             | Chef d'exploitation, maire d'Aubin (1971-1989), créateur du Musée de la Mine                                                                                                   |
| 1994    | 2015              | Pierre Beffre (1937-2017)                        | PS             | Professeur Maire d'Aubin (1995-2008) |

### Résultats électoraux détaillés
- Élections cantonales de 2001 : Pierre Beffre (PS) est élu au premier tour avec 64,62 % des suffrages exprimés, devant Christian Beaumel (Divers gauche) (16,55 %), Lionel Lajeunie (PCF) (11,97 %) et Alain Zarate (Divers gauche) (6,86 %). Le taux de participation est de 74,73 % (6 176 votants sur 8 264 inscrits)[11].
- Élections cantonales de 2008 : Pierre Beffre (PS) est élu au premier tour avec 67,82 % des suffrages exprimés, devant Alain Zarate (Divers gauche) (17,6 %) et Jean Echeverria (PCF) (14,58 %). Le taux de participation est de 73,72 % (5 783 votants sur 7 845 inscrits)[12].

### Conseillers d'arrondissement (de 1833 à 1940)
Le canton d'Aubin avait deux conseillers d'arrondissement, sauf de 1880 à 1886.
| Période                                  | Période          | Identité                               | Étiquette       | Qualité |
| ---------------------------------------- | ---------------- | -------------------------------------- | --------------- | --- |
| 1833                                     | 1836 (décès)     | Joseph Bernardin Fualdès               | Constitutionnel | Avocat à Firmy                                                                                                   |
| 1833                                     | 1845             | Jean Jacques François Pialès           |                 | Avocat, maire de Viviez                                                                                          |
| 1836                                     | 1842             | Jean François Victor Murat (1791-1846) |                 | Médecin à Cransac                                                                                                |
| 1842                                     | 1848             | Gervais Descrozailles (1803-1879)      |                 | Notaire à Aubin                                                                                                  |
| 1845                                     | 1848             | M. Bras                                |                 | Adjoint au maire de Villefranche                                                                                 |
| 1848                                     | 1858             | Auguste Maruéjouls                     |                 | Notaire, maire d'Aubin (1848-1870 et 1871-1872)                                                                  |
| 1852                                     | 1871             | Gervais Descrozailles                  |                 | Notaire à Aubin                                                                                                  |
| 1858                                     | 1871             | Charles Tourilhes                      |                 | Maire de Flagnac (1848-1871)                                                                                     |
| 1871                                     | 1880             | Marcellin Louis Cardonnel              |                 | Propriétaire à Flagnac                                                                                           |
| 1871                                     | 1874             | Victorien-Firmin Malvezy               |                 | Notaire à Firmi                                                                                                  |
| 1874                                     | 1880             | Ferdinand Teysseyre                    |                 | Ingénieur principal des Houillères de Decazeville                                                                |
| 1880                                     | 1898             | Henri Descrozailles                    | Républicain     | Notaire, adjoint au maire d'Aubin, Président du Conseil d'arrondissement                                         |
| 1886                                     | 1895             | Amans-Antoine Latieule                 | Républicain     | Docteur-médecin au Gua, Aubin                                                                                    |
| 1892                                     | 1898             | M. Bosc                                | Républicain     | Propriétaire à Cransac                                                                                           |
| 1898                                     | 1899 (démission) | Adolphe Carratier                      | Socialiste      | Mineur à Cransac                                                                                                 |
| 1898                                     | 1901             | Hippolyte Roques                       | Socialiste      | Ancien mineur, cultivateur et domestique à Aubin                                                                 |
| 1899                                     | 1907             | François-Alfred Lagarrigue             | Radical         | Délégué cantonal, Cransac, propriétaire à Sauguières, Aubin                                                      |
| 1901                                     | 1907             | Martin Marre                           | Radical         | Expert à Aubin, propriétaire au Clot                                                                             |
| 1907                                     | 1919             | Baptiste Bex                           | Socialiste      | Conseiller municipal puis maire (1913-1935) de Cransac                                                           |
| 1907                                     | 1913             | Pierre-Jean Fabre                      | Socialiste      | Propriétaire à Firmy                                                                                             |
| 1913                                     | 1925             | Jean Boutonnet                         | SFIO            | Ouvrier mineur puis débitant de boissons, responsable du groupe d'études sociales, maire de Firmi de 1919 à 1935 |
| 1919                                     | 1926 (décès)     | Roger Teyssèdre                        | SFIO            | Propriétaire à Cérons, commune d'Aubin                                                                           |
| 1926                                     | 1937             | Albert Maurs (1869-1949)               | SFIO            | Maire d'Aubin (1924-1935), Président du Conseil d'arrondissement                                                 |
| 1931                                     | 1940             | Urbain Castes                          | SFIO            | Agriculteur exploitant au Vignal, maire de Cransac                                                               |
| 1937                                     | 1940             | Norbert Espinasse (1910-1967)          | SFIO            | Ouvrier mineur à Cérons, maire d'Aubin                                                                           |
| 1940                                     |                  |                                        |                 | Les conseils d'arrondissement ont été suspendus par la loi du 12 octobre 1940 et n'ont jamais été réactivés      |
| Les données manquantes sont à compléter. |                  |                                        |                 | |

## Composition
Le canton d'Aubin, d'une superficie de 70 km2, était composé de quatre communes
.
| Nom                 | Code Insee | Intercommunalité          | Superficie (km2) | Population (dernière pop. légale) | Densité (hab./km2) |
| ------------------- | ---------- | ------------------------- | ---------------- | --------------------------------- | ------------------ |
| Aubin (chef-lieu)   | 12013      | CC Decazeville Communauté | 27,23            | 3 888 (2014)                      | 143                |
| Cransac-les-Thermes | 12083      | CC Decazeville Communauté | 6,91             | 1 541 (2014)                      | 223                |
| Firmi               | 12100      | CC Decazeville Communauté | 29,13            | 2 441 (2014)                      | 84                 |
| Viviez              | 12305      | CC Decazeville Communauté | 6,53             | 1 298 (2014)                      | 199                |

## Démographie

### Évolution démographique
| 1962   | 1968   | 1975   | 1982   | 1990   | 1999   | 2006  | 2011  | 2012  |
| ------ | ------ | ------ | ------ | ------ | ------ | ----- | ----- | ----- |
| 17 939 | 15 196 | 14 177 | 13 121 | 11 416 | 10 239 | 9 957 | 9 456 | 9 359 |

### Âge de la population
La pyramide des âges, à savoir la répartition par sexe et âge de la population, du canton d'Aubin en 2009 ainsi que, comparativement, celle du département de l'Aveyron la même année sont représentées avec les graphiques ci-dessous.
La population du canton comporte 48,1 % d'hommes et 51,9 % de femmes. Elle présente en 2009 une structure par grands groupes d'âge plus âgée que celle de la France métropolitaine.
Il existe en effet 51 jeunes de moins de 20 ans pour cent personnes de plus de 60 ans, alors que pour la France l'indice de jeunesse, qui est égal à la division de la part des moins de 20 ans par la part des plus de 60 ans, est de 1,06. L'indice de jeunesse du canton est également inférieur à celui du département (0,67) et à celui de la région (0,89).
| Hommes | Classe d’âge | Femmes |
| ------ | ------------ | ------ |
| 0,8    | 90 ans ou +  | 1,6    |
| 12,2   | 75 à 89 ans  | 18,5   |
| 20,1   | 60 à 74 ans  | 21,0   |
| 22,9   | 45 à 59 ans  | 20,2   |
| 15,5   | 30 à 44 ans  | 15,6   |
| 13,2   | 15 à 29 ans  | 10,1   |
| 15,3   | 0 à 14 ans   | 13,0   |

| Hommes | Classe d’âge | Femmes |
| ------ | ------------ | ------ |
| 0,6    | 90 ans ou +  | 1,7    |
| 10,2   | 75 à 89 ans  | 14,2   |
| 16,9   | 60 à 74 ans  | 17,5   |
| 21,6   | 45 à 59 ans  | 20,3   |
| 18,9   | 30 à 44 ans  | 17,8   |
| 15,1   | 15 à 29 ans  | 13,4   |
| 16,7   | 0 à 14 ans   | 15,1   |